# ГЕС Султан Юссуф
ГЕС Султан Юссуф – гідроелектростанція в Малайзії. Знаходячись між малою ГЕС Хабу (5,5 МВт) та ГЕС Султан Ідріс, входить до складу дериваційного каскаду, котрий використовує ресурс зі сточища річки Телум (правий витік Jelai, котра в свою чергу є правим витоком річки Паганг, яка має устя на узбережжі Південно-Китайського моря за три десятки кілометрів південніше від міста Куантан).
Від водозабору на Телум ресурс потрапляє у дериваційний тунель довжиною 10,5 км, який проходить в долину річки Бертрам (права притока Телум). Тут він завершується перед греблею Хабу, зведеною невдовзі після машинного залу малої ГЕС Робінсон-Фолл (0,9 МВт), через яку в обхід однойменного водоспаду подається ресурс із верхів’я самої Бертрам. Далі вода через тунель довжиною 1,75 км надходить на ГЕС Хабу, звідки потрапляє у водосховище Ринглет, котре утримується бетонною контрфорсною греблею Султан Абу Бакар висотою 40 метрів. Ринглет при площі поверхні у 0,6 км2 має об’єм 6,3 млн м3 (корисний об’єм 4,7 млн м3) та припустиме коливання рівня у операційному режимі між позначками 1059 та 1071 метр НРМ. 
Із Ринглет у південно-західному напрямку прокладено головний дериваційний тунель довжиною 7,4 км, який проходить на інший бік вододільного хребта Малайського півострова, у долину річки Батанг-Паданг, правої притоки Бідор, котра в свою чергу  є лівою притокою річки Перак (впадає до Малаккської протоки за півтори сотні кілометрів південніше від острова Пінанг). 
У підсумку ресурс потрапляє до підземного машинного залу станції Султан Юссеф, обладнаного чотирма турбінами типу Пелтон потужністю по 25 МВт. При напорі у 573 метри це обладнання забезпечує виробництво 324 млн кВт-год електроенергії на рік.
Відпрацьована вода по відвідному тунелю довжиною 0,8 км транспортується до спорудженого на Батанг-Паданг водосховища греблі Jor, звідки спрямовується на наступний ступінь каскаду.